# 永红桥街道
永红桥街道，是中华人民共和国河北省唐山市路南区下辖的一个乡镇级行政单位。

## 行政区划
永红桥街道下辖以下地区：
南操场社区、交大铁路社区、石庄社区、富庄东里社区、建国里社区、建国楼社区、富民楼社区、南富庄社区、增盛楼社区和车站街社区。